# Koniemłoty
Koniemłoty is een plaats in het Poolse district  Staszowski, woiwodschap Święty Krzyż. De plaats maakt deel uit van de gemeente Staszów en telt 675 inwoners.